# Who Said I Would
Who Said I Would ist ein Lied des britischen Musikers Phil Collins. Es erschien ursprünglich im Jahr 1985 als Albumtitel für No Jacket Required, wurde aber in einer Liveversion auch als Single im Jahr 1991 veröffentlicht.

## Entstehung und Veröffentlichung
Das Lied wurde vom Interpreten selbst getextet, komponiert und produziert. Für die Produktion erhielt Collins Unterstützung durch Hugh Padgham.
Die Erstveröffentlichung von Who Said I Would erfolgte als Teil von No Jacket Required am 25. Januar 1985 bei WEA Records (Katalognummer: 251 699-1), dem dritten Solo-Studioalbum von Collins. Im November 1985 erschien eine Remixversion auf dem Album 12″ers (Katalognummer: 255 469-2). Im Zuge der Veröffentlichung des Livealbums Serious Hits… Live! (November 1990) erschien das Lied erstmals als Single. Diese erschien am 22. April 1991 als 7″-Single und beinhaltet neben der Liveversion von Who Said I Would die originale Studioversion als B-Seite (Katalognummer: 341).

## Musikvideo
Ein Musikvideo der Originalversion wurde für das Heimvideo No Jacket Required gedreht. Es zeigt Collins, wie er den Song in einem Konzert spielt. Für die Singleversion gab es auch ein Musikvideo unter der Regie von James Yukich, in dem Collins das Stück während seiner Seriously Live! World Tour sang.

## Chartplatzierungen
Who Said I Would stieg am 2. Februar 1991 in die US-amerikanischen Billboard Hot 100 ein und erreichte seine beste Platzierung mit Rang 73 am 16. Februar 1991. Die Single konnte sich fünf Wochen in den Top 100 platzieren.
| ChartsChartplatzierungen       | Höchstplatzierung | Wochen |
| ------------------------------ | ----------------- | ------ |
| Vereinigte Staaten (Billboard) | 73 (5 Wo.)        | 5      |